# Sonic the Hedgehog 2 (8 бит)
Sonic the Hedgehog 2 (яп. ソニック・ザ・ヘッジホッグ２ Соникку дза Хэдзихоггу Цу:, рус. Ёж Соник 2) — видеоигра серии Sonic the Hedgehog в жанре платформер, выпущенная осенью 1992 года для приставки Sega Master System и карманной системы Sega Game Gear. Позже проект не раз портировался на различные игровые платформы нескольких поколений и входил в состав нескольких сборников.
Игра является сиквелом 8-битной Sonic the Hedgehog. По сюжету злодей доктор Роботник на глазах у Соника похищает Тейлза, и ёж спешит на помощь другу. Игровой процесс Sonic the Hedgehog 2 практически не подвергался кардинальным изменениям и идентичен своему предшественнику: игрок должен пройти ряд уровней, собирая по пути золотые кольца и атакуя врагов.
Sonic the Hedgehog 2 была создана компанией Aspect. После выхода игра получила положительные отзывы от прессы. Из достоинств сиквела обозреватели называли графику и игровой процесс, но подвергали критике высокую сложность прохождения уровней. Несмотря на высокие оценки, проекту не удалось завоевать должной популярности среди фанатов из-за слабых продаж консолей Master System и Game Gear. В 1993 году вышел сиквел Sonic the Hedgehog Chaos (Sonic & Tails в Японии).

## Игровой процесс
Sonic the Hedgehog 2 является жанровым платформером, выполненным в двухмерной графике. Сюжет игры отличается от 16-битной версии на Mega Drive/Genesis: доктор Роботник на глазах у ежа Соника похищает лисёнка Тейлза, и главный герой спешит на помощь другу. Существует две концовки игры. В первой игрок, закончивший игру целиком, с зоной «Crystal Egg», увидит «хорошую» концовку, в которой Соник и Тейлз сначала бегут вместе, а затем видят свои портреты на фоне звёздного неба. В «обычной» концовке ёж бежит один, а затем видит на фоне звёздного неба портрет своего напарника.
Игровой процесс практически ничем не отличается от своего предшественника: Сонику предстоит пройти семь игровых зон («Under Ground», «Sky High», «Aqua Lake», «Green Hills», «Gimmick Mt.», «Scrambled Egg» и «Crystal Egg»), каждая из которых поделена на три акта и заполнена определёнными врагами-роботами, называемыми бадниками (англ. Badnik). Персонаж может атаковать злодеев с помощью прыжка или путём сворачивания в колючий клубок. На уровнях разбросаны золотые кольца. Они служат защитой от врагов, а при сборе в 100 штук игроку даётся дополнительная жизнь. Если Сонику будет нанесён урон, то он потеряет все кольца, а без них при повторном нападении персонаж может погибнуть. Кроме колец, на уровнях разбросаны многочисленные бонусы, хранящиеся в специальных мониторах — например, временная неуязвимость или дополнительная жизнь. На каждой локации скрыт один Изумруд Хаоса (всего их в игре шесть), сбор которых влияет на сюжет. Шестой изумруд даётся игроку после победы в битве с роботом Меха Соником. Прохождение каждого акта ограничено десятью минутами; в зависимости от затраченного на прохождение времени в конце акта игроку присуждаются бонусы в виде дополнительных очков, колец, или жизни. В случае смерти персонажа игра начинается заново, либо с контрольной точки. Если все жизни будут потеряны, игра будет при этом закончена. Для завершения прохождения акта игрок должен коснуться таблички с изображением Роботника; в конце третьего акта проходит битва с боссом — бадником, Меха Соником и самим доктором Роботником.

## Разработка и выход игры
Игра была разработана компанией Aspect при поддержке Sega. Sonic the Hedgehog 2 значительно отличается от своего 16-битного варианта по игровому процессу и сюжету. Тем не менее в обеих версиях появился лисёнок Тейлз и робот-андроид Меха Соник. Большинство уровней команда создала с нуля, в то время как «Green Hills» был разработан на основе самой первой зоны из Sonic the Hedgehog, а особый уровень — «Special Stage», в сиквеле не появился. Незначительные изменения были внесены в игровой процесс. Теперь Соник может заново собрать часть потерянных им колец или пробивать некоторые стены для более быстрого прохождения.
Музыкальное сопровождение к игре написали японские композиторы Наофуми Хатая, Масафуми Огата и Томонори Савада (по совместительству также отвечал за спецэффекты). В дальнейшем все вышеназванные музыканты принимали участие в написании треков для следующих проектов франшизы. Огата и Хатая снова написали саундтрек к Sonic the Hedgehog CD, в частности они использовали мелодию «Green Hills Zone» для создания композиции «Sonic — You Can Do Anything», а Савада отвечал за музыку к аркаде Sonic Riders.
Анонс проекта состоялся летом 1992 года. Игра демонстрировалась на выставке CES летом 1992 года. Sonic the Hedgehog 2 вышла для консолей Master System и Game Gear в октябре 1992 года. Между ними есть несколько отличий в музыке и планировке уровней. Кроме того, на портативной приставке более узкий экран, а в основной — высокая цветовая палитра. Помимо оригинальной версии, существует множество портов для консолей различных поколений. Платформер был переиздан на Wii и Nintendo 3DS посредством сервиса Virtual Console, а также появился на Windows и GameCube в качестве мини-игры в Sonic Adventure DX: Director’s Cut. 8-битная Sonic the Hedgehog 2 также доступна в сборнике Sonic Gems Collection для GameCube и PlayStation 2.

## Оценки и мнения
| Сводный рейтинг    | Сводный рейтинг          |
| Агрегатор          | Оценка                   |
| ------------------ | ------------------------ |
| GameRankings       | 73,33 % (SMS) 50 % (GG)  |
| MobyRank           | 86/100 (SMS) 73/100 (GG) |
| Иноязычные издания |                          |
| Издание            | Оценка                   |
| AllGame            | (SMS) · (GG) · (Wii)     |
| GamePro            | 4,625/5 (GG)             |
| GamesRadar+        | 6/10 (SMS/GG)            |
| IGN                | 8/10 (SMS) 8/10 (Wii)    |
| Mean Machines Sega | 95/100 (SMS)             |
| Nintendo Life      | 7/10 (Wii)               |
| Sega Force         | 92 % (SMS) 93 % (GG)     |
| Sega Force Mega    | 93 % (GG) 92 % (SMS)     |
| Sega Master Force  | 92 % (SMS)               |

От игровой прессы Sonic the Hedgehog 2 получила высокие оценки. По данным сайта GameRankings, средняя оценка платформера составляет 73,33 % для консоли Master System и 50 % для Game Gear, а на MobyRank 86 баллов из 100 возможных для Master System и 73 балла для Game Gear. Несмотря на положительные отзывы, игре, в отличие от 16-битной версии, не удалось завоевать должной популярности из-за плохих продаж консолей. Тем не менее, в 1993 году в апрельском номере журнала Electronic Gaming Monthly проект был назван лучшей портативной игрой 1992 года, а в 2012 году занял 5 место в списке «Лучших игр для Sega Game Gear всех времён» по версии сайта GamesRadar.
Положительный отзыв оставили представители журнала Mean Machine. Пол Дэвис и Джуллиан Ригнэлл похвалили разработчиков за исправленные во второй части недостатки первой Sonic the Hedgehog и назвали продолжение «самой лучшей игрой на Master System». Рецензент из Mega Zone восторженно отзывался о геймплее. В своём обзоре Стюарт Кларк обратил своё внимание на больши́е различия Sonic 2 для 8-битных консолей и 16-битной приставки Mega Drive/Genesis; он заявил, отличия не мешают версии для Master System «оставаться классикой» и быть «победителем». Представитель Sega Force с пониманием отозвался о решении Sega создать отдельную игру Sonic the Hedgehog 2 для менее слабых приставок вместо портирования оригинала с последующим ухудшением качества.
Критик из GamePro по прозвищу The Unknown Gamer в своей рецензии уделил особое внимание геймплею и впечатляющей графике для игры на портативной консоли. Сотрудник Sega Force раскритиковал платформер за высокий уровень сложности и назвал её «жёсткой». Однако этот недостаток незначительно повлиял на итоговую оценку: версия для Master System получила 92 %, а порт для Game Gear — 93 %. О проекте положительно отзывался журналист из французского журнала Mega Force.
Критики в целом положительно оценили переиздание игры в сервисе Virtual Console. Лукас Томас из сайта IGN поставил проекту 8 баллов из 10 возможных. Журналист в заключении пишет следующее: «Большинство владельцев Wii будут сбрасывать со счетов данную версию Sonic the Hedgehog 2 на Virtual Console лишь потому, что они [игроки] просто спутают или ошибочно подумают, что это порт с Genesis и уступает он в техническом плане. Но это не так. …Сделайте одолжение и загрузите этот драгоценный камень ранних лет Соника». В журнале Nintendo Life рецензент посоветовал пройти сиквел поклонникам серии, которые не познакомились с 8-битными играми. Сдержанный отзыв оставил критик из GamesRadar Джастин Тауэлл. В своей статье он пишет, что хотя Sonic the Hedgehog 2 в своё время и был высоко оценён прессой, но графическое оформление превратило его в самую слабую 2D-игру с Соником.

### Влияние
В 1993 году было выпущено продолжение Sonic the Hedgehog Chaos (Sonic & Tails в Японии). По сюжету игры доктор Роботник похитил красный Изумруд Хаоса, а остальные развеялись по Южному Острову, из-за чего этот остров начал опускаться в море. Ёж Соник и лис Тейлз решаются остановить злодея и вернуть драгоценные камни.
Как и в 16-битном варианте Sonic the Hedgehog 2, игра от Aspect представила нового персонажа в серии лиса Тейлза. С тех пор лис появился в последующих играх про Соника, а в двух проектах на консоль Game Gear — Tails’ Skypatrol и Tails Adventure — удостоился главной роли. Сюжет Sonic the Hedgehog 2 вместе с файтингом Sonic the Fighters были позже адаптированы в Sonic the Hedgehog от Archie Comics (№ 268—271).